# Wilcza Góra (Grzęda Brasławska)
Wilcza Góra (biał. Воўчая гара, Wouczaja hara; 210,9 m n.p.m.) – pagór na Grzędzie Brasławskiej na Białorusi. Znajduje się w sielsowiecie Przebrodzie rejonu miorskiego obwodu witebskiego, na granicy z rejonem brasławskim. Położony jest pomiędzy wsiami Podziawy, Jasienowszczyzna i Smulki,  6 km na północny zachód od Przebrodzia i 19 km na północny zachód od Mior. W jego pobliżu bierze początek rzeka Płoda (dopływ Drujki, dorzecze Dźwiny). Długość pagóra wynosi 1,6 km, szerokość − 1,1 km, wysokość względna − 30 m. Powstał on 15−16 tys. lat temu, w czasie brasławskiego stadium ostatniego zlodowacenia. Stanowi brzegowy końcowo-morenowy twór fazy postmaksymalnej. Zbudowany jest z odkładów − morenowych pospółek, piasków gliniastych, piasków grubych.
W czasach przedchrześcijańskich pagór pełnił funkcje kultowe. W okresie dwudziestolecia międzywojennego znajdował się na terytorium II Rzeczypospolitej, w województwie wileńskim, w powiecie brasławskim. Położony był w odległości ok. 19,6 km na południowy zachód od trójstyku granic Łotwy, Polski i ZSRR. W latach 30. w jego otoczeniu znajdowało się wiele miejscowości, które w późniejszym czasie przestały istnieć: Masiulewszczyzna, Komaryszki, chutor Wilcza Góra i wiele innych.